# Haemangela
Haemangela é um gênero de mariposa pertencente à família Acrolepiidae.